# Paramount Plaza
Paramount Plaza (appelé anciennement Uris Building ou 1633 Broadway) est un gratte-ciel de 204 mètres situé sur Broadway, dans l'arrondissement de Manhattan à New York qui héberge deux théâtres de Broadway.
Le bâtiment, conçu par Emery Roth and Sons, a été construit en 1970 par les frères Uris.
En octobre 2007, il était classé en 46e position sur la liste des plus hautes constructions de New York.